# Серая Лошадь (обряд)

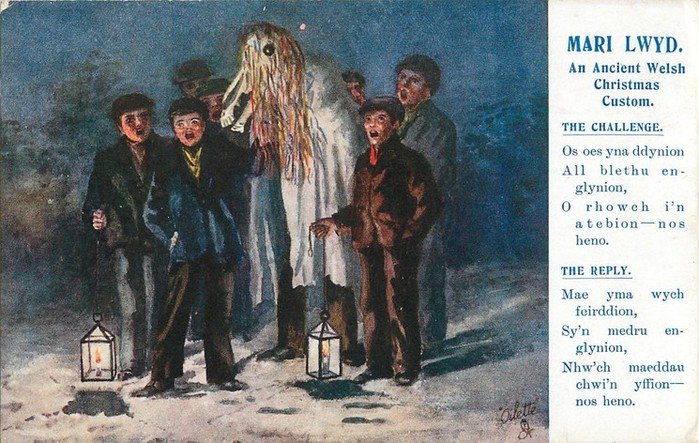
Обряд «Серая лошадь». Начало XX века

Серая лошадь (англ. Grey Mare, валл. Mari Lwyd) — старинный валлийский рождественский обряд вождения коня.
Для обряда выбирали одного человека, которого одевали в белый балахон, на палку крепили лошадиный череп, украшенный лентами и розетками, а вместо глаз вставляли стёклышки. В процессии ряженых участвовали юноши и девушки в маскарадных костюмах (нередко юноши изображали женщин, а девушки — парней), ходили по домам, поздравляя всех с праздником и распевая рождественские гимны (валл. carol). Компания ходила по домам, клацая лошадиными зубами под окнами и пугая жителей. Возле каждого сельского дома компания вступала в стихотворную перебранку с хозяевами. Участники обряда исполняли импровизированную песню или поэму у дверей, а хозяева старались отвечать в рифму. Это происходило до тех пор, пока Серая Лошадь и её свита не приглашались в дом. В доме их ждало угощение — пиво, которое всегда сохранялось для этой цели тёплым в небольших медных кувшинах, овсяное печенье или пироги.
В XX веке эта традиция практически исчезла, но в настоящее время энтузиасты в Уэльсе стараются её возродить.